# 푸엥카랄엘파르도
푸엥카랄엘파르도(스페인어: Fuencarral-El Pardo)는 스페인 마드리드의 행정구 중 하나이다.

## 지역

푸엥카랄엘파르도

푸엥카랄엘파르도는 8개의 다음과 같은 지구가 있다.
- 바리오델필라르
- 엘골로소
- 엘파르도
- 푸엔텔라레이나
- 라파스
- 미라시에라
- 페냐그란데
- 발베르데